# とかち麺工房
株式会社とかち麺工房（とかちめんこうぼう）は、2014年まで北海道中川郡幕別町で事業を行っていた食品メーカーである。
カップ麺、インスタントラーメンなどの製造・販売を行っていた。

## 歴史
- 1928年（昭和3年） - 味噌・醤油醸造業として創業。
- 1948年（昭和23年） - 製麺業を始める。
- 1971年（昭和46年）- 十勝新津製麺株式会社（とかちにいつせいめん）に改組。
- 1986年（昭和61年）- 過剰投資等で経営に行き詰まり、和議を申請。
- 2000年（平成12年）8月 - 大手コンビニエンスストア向けに、全国各地の有名ラーメン店の名を冠したカップめんを製造開始。
- 2009年（平成21年）5月 - 株式会社とかち麺工房に社名変更。
- 2014年（平成26年）
  - 7月18日 - 経営難で事業を停止。
  - 8月5日 - 釧路地方裁判所帯広支部から破産手続開始決定を受ける[1]。
  - 10月 - 力の源ホールディングス傘下の渡辺製麺が、破産管財人からとかち麺工房の用地・設備を取得。同社のとかち帯広事業部として事業再開。
- 2018年 (平成31年) 3月 - 渡辺製麺のカップラーメン事業を廃止[2]

## 製品の特徴
同社のカップ麺は氷結乾燥法で作る麺を使用している。この製法は、長野県の郷土料理である凍り蕎麦の製法をヒントにして独自に開発されたもので、1988年（昭和63年）に特許を取得した。